# Noizegate Music
Noizegate music är Skandinaviens största musiktidning med kristen grund. Den grundades 1998 av Rickard Bransell och hette då Noizegate. 2001 bytte tidningen namnet till Noizegate music efter att ha inlett ett samarbete med musik- och medieföretaget MaxL AB. Tidningen ges ut 4 gånger per år och når ca. 2500 läsare.